# برایکوواتس (لازارواتس)
برایکوواتس (به صربی: Brajkovac) یک منطقهٔ مسکونی در صربستان است که در لازارواتس واقع شده‌است.